# Francesco Fanelli

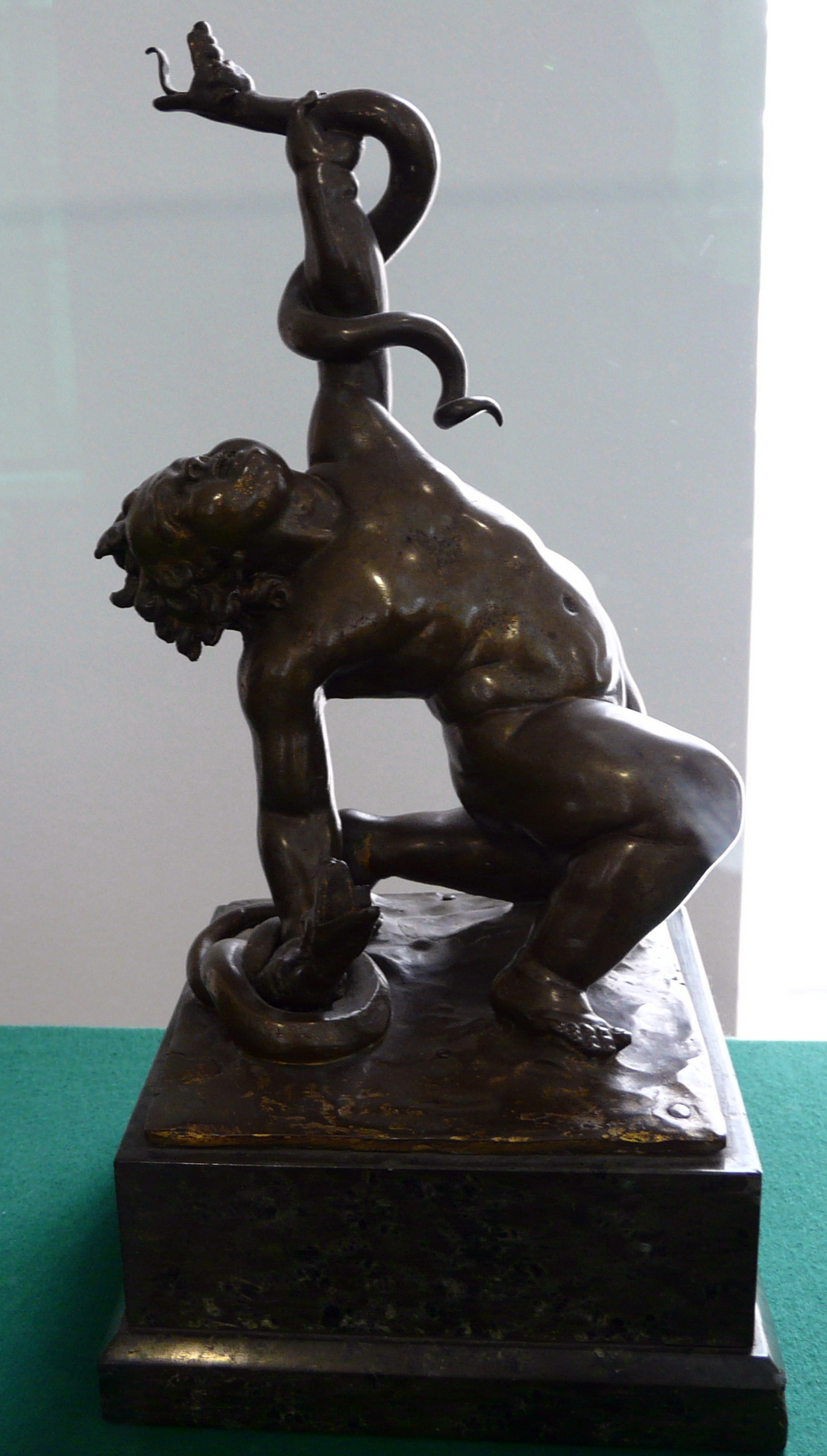
Ercole bambino e i serpenti, bronzo, 1640 circa

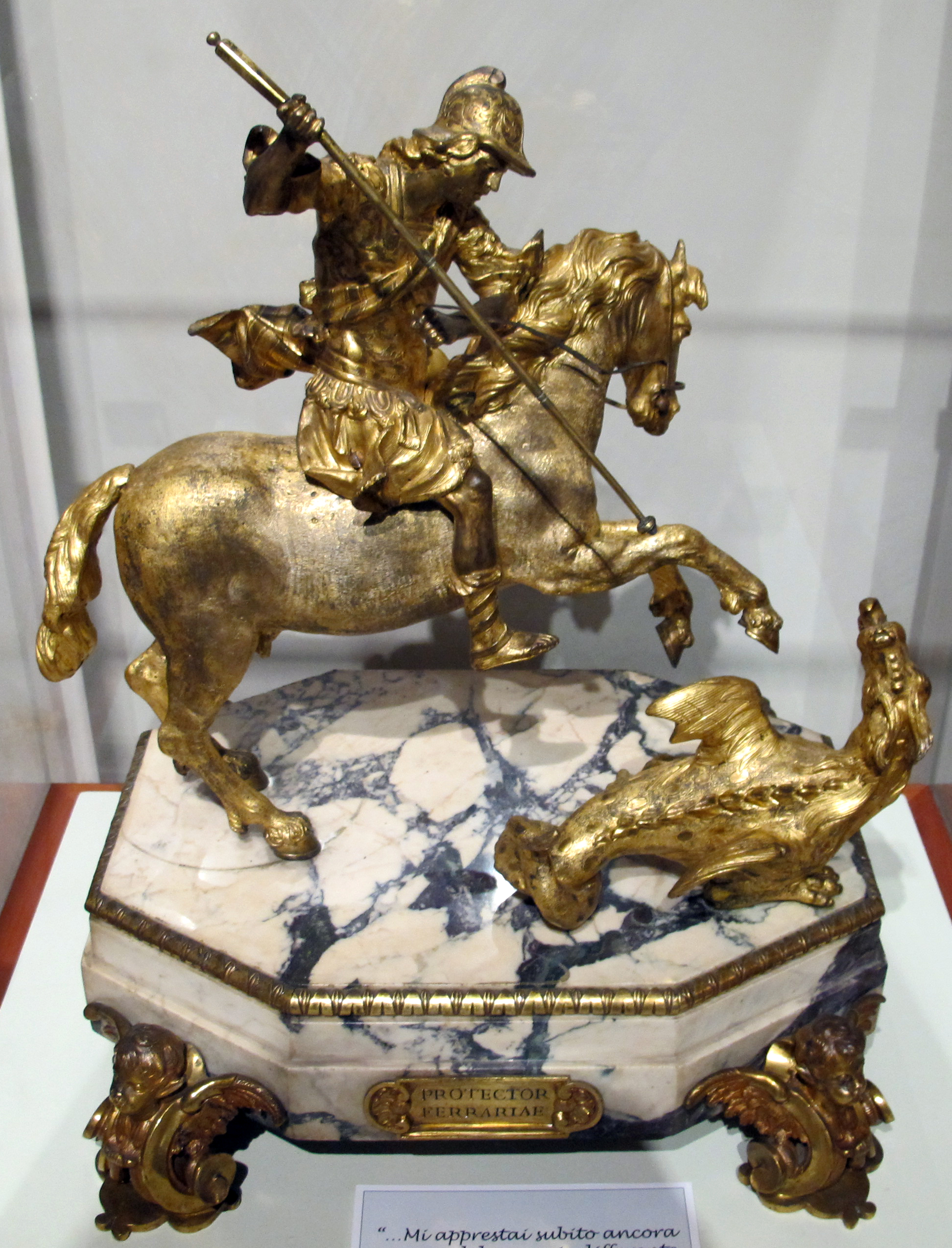
San Giorgio, bronzo dorato, prima metà del XVII secolo, Ferrara, Palazzo Schifanoia

Francesco Fanelli (Firenze, 17 dicembre 1577 – Parigi ?, 1663 circa) è stato uno scultore italiano attivo in Italia, in particolare a Genova e soprattutto in Inghilterra, a Londra dove le sue opere furono molto apprezzate alla corte di Carlo I d'Inghilterra..

## Biografia
Francesco Fanelli, nacque a Firenze il 17 dicembre 1577, figlio dello scultore fiorentino Virgilio Fanelli e di sua moglie Lessandra.
Verosimilmente apprese i primi rudimenti dell'arte nella bottega di suo padre subendo l'influsso della cultura manieristica della fine del XVI secolo dominata dalla bottega di un artista del calibro del Giambologna (1529–1608) e dei suoi allievi e collaboratori Pietro Francavilla (1553 c.–1616), e Pietro Tacca (1577-1640), che per il Fanelli saranno un costante modello di riferimento quando si troverà a operare prima a Genova e poi in Inghilterra, alla corte di Carlo I Stuart.
Può darsi che Francesco sia stato anche a bottega presso lo scultore Giovanni Bandini (1544–1599) e certamente ha collaborato con l'anziano maestro nella realizzazione della statua del Granduca Ferdinando I terminata nel 1599. Il Bandini, nel suo testamento, si riferisce al Fanelli come suo “aiuto” .
Dall'analisi stilistica di opere del Bandini come l'Adone, in collezione privata, e il Giasone, conservato presso il Victoria and Albert Museum, si può supporre che il vecchio scultore si sia avvalso della collaborazione del suo giovane e eclettico “aiuto” Francesco Fanelli.

## Attivo a Genova
In data imprecisata, ma antecedente il 1605, Francesco Fanelli si reca a Genova, forse su suggerimento del pittore genovese Giovan Battista Paggi con cui era in buoni rapporti di lavoro. Dal 1605 al 1610 realizza in bronzo vari soggetti religiosi e il Crocifisso bronzeo, commissionato nel 1609 da Giovanni Domenico Spinola, i capitelli e gli angeli bronzei nella Basilica di Santa Maria delle Vigne nel 1620.
Il soggiorno genovese deve essergli stato fecondo sia nel lavoro che nella vita privata se a Genova gli nascono dalla prima moglie Lucrezia sei figli
Del 1615 sono i sei angeli marmorei sui due portali minori del santuario di Nostra Signora della Misericordia di Savona.
Del Fanelli erano anche molto apprezzate piccoli bronzetti e placchette bronzee per adornare stipi e mobili.
Il 1630 è l'ultima data documentata del soggiorno genovese di Francesco Fanelli.

## Attivo in Inghilterra
Non sono note data e circostanze del trasferimento del Fanelli in Inghilterra dove in un primo tempo collabora, come intagliatore d'avorio, con Joachim von Sandrart per cui realizza una statuetta di "Pigmalione" che attrasse l'attenzione di Carlo I d'Inghilterra per il cui palazzo di Hampton Court, Francesco Fanelli realizzò in bronzo una fontana adorna di sirene a cavalcioni di delfini alternate a valve di conchiglia e putti che afferrano dei pesci. Secondo una nota del 1662 di John Evelyn alcuni elementi di questa fontana furono in seguito collocati alla base della fontana di Diana in Bushy Park nel Middlesex.
La maggior parte della sua attività alla corte inglese si svolse come scultore di preziosi bronzetti da collezione e di piccole sculture, esecutore di ritratti, decoratore di giardini con fontane e ninfei essendo considerato uno dei migliori, se non il migliore, del Nord Europa in questi generi ai suoi tempi.
Alla corte inglese Francesco Fanelli lavorò fino al 1642 ricevendo una pensione nel 1635 come “scultore del Re” come lui stesso amava definirsi.
L'unica opera inglese firmata è il busto del giovane duca di Wales futuro Carlo II d'Inghilterra del 1640 mentre sussistono svariati bronzetti di cavalli e un San Giorgio equestre che uccide il drago, così come di soggetti religiosi e mitologici commissionatigli dal suo reale protettore.
A Francesco Fanelli viene anche attribuito il monumento funebre Sir John Bridgeman e di sua moglie nella chiesa di Ludlow.
Non si hanno notizie precise posteriori alla sua partenza dall'Inghilterra avvenuta nel 1642 in seguito alle vicende della Guerra civile inglese che travolsero la monarchia la cui corte si rifugiò in un primo tempo a Parigi.
Ignota anche la data esatta della sua morte, comunque non anteriore al 1663.

## Opere
- Busto del duca di Wales futuro Carlo II d'Inghilterra del 1640.
- Busto bronzeo di Richard Weston, I conte di Portland, (1577-1634/35) sul suo monumento sepolcrale nella Cattedrale di Winchester.
- Busto bronzeo del poeta Robert Ayton (1570–1638) sulla sua tomba nell'Abbazia di Westminster a Londra.
- Caccia al toro e Caccia al cinghiale, nel Museo di Belle Arti a Budapest.
- Monumento funebre Sir John Bridgeman e di sua moglie nella chiesa di Ludlow.
- Sirene in bronzo della fontana di Diana, in Bushy Park nel Middlesex.
- San Giorgio, bronzo dorato, prima metà del XVII secolo, Ferrara, Palazzo Schifanoia.